# Röjtjärnen, Jämtland
Röjtjärnen är en sjö i Bräcke kommun i Jämtland och ingår i Ljungans huvudavrinningsområde.